# 太陽熱消毒法
太陽熱消毒法（英: soil solarization）とは、太陽熱利用による土壌消毒法である。
一義的には、太陽光の下、地面をプラスチックシートで被覆することによって平均地温を上げ、地中に存在する菌や微生物、虫や雑草など、作物の生育を阻害する病原体やその他要因を除去する現代農法のことを言う。
一般的には、プラスチックシート以外の被覆物を用いたやり方や、ビニールハウスを密閉することによって同様の効果をもたらす方法、また農業以外での利用も、太陽熱消毒あるいは太陽熱殺菌と呼ばれることがある。
蒸気消毒や薬剤燻蒸と違い、太陽エネルギーのみでも実施可能な土壌消毒法として、比較的安全に低コストで実施でき、環境負荷の少ない方法とみなされている。
特に、モントリオール議定書によって製造と使用が制限された臭化メチルによる土壌消毒に代わる方法として重要な役割を持ち、広く研究されている。

## 歴史
太陽エネルギーを利用して土壌や植物製材に存在する微生物を制御する試みは、インド古代文明時代にすでにみられる。
1939年には、ソ連の研究家グルシェヴォイ（英語: S.E. Grooshevoy、ロシア語: C.E. Грушево́й）氏が、タバコの苗床を直射日光で熱することで土壌を殺菌する方法を示した。
1970年には、アメリカ合衆国の植物病理学者アダムス（英語: Peter B. Adams）氏が、温度変化が黒根病の原因となる糸状菌"Thielaviopsis basicola"にどのような影響を示すか実験する過程で、ゴマを植えた後の畑に畝に沿ってプラスチックシートのマルチングを施して除菌できることを確認し、太陽熱消毒の可能性を示した。
1976年に、イスラエルの植物病理学者カタン（英語: Jaacov Katan）氏は、植付・播種前の土壌を透明なポリエチレンのシートで被覆して熱処理する方法を、土壌の太陽熱消毒法として紹介し、土壌準備のための太陽熱消毒について初めて著した。
1977年には、アメリカ合衆国の植物病理学者プルマン（英語: Gerald S.Pullman）とドゥベイ（英語: James E. DeVay）がカリフォルニアの綿畑で、カタンの方法を用い、主にバーティシリウム（英語: Verticillium）菌の除去を試験し、大規模農業の現場で実践可能なことを示した。また、1981年にはワインホールド（英語: A.R. Weinhold）やガーバー（英語: R.S. Garber）と共に、太陽熱消毒（英語: Soil solarization）を主題にした論文を発表し、農業分野での「ソラリゼーション(solarization)」という用語を確立した。